# Martin Bastkjær
Martin Bastkjær (født 1987) er en dansk forfatter og kritiker. Han er uddannet på Forfatterskolen i 2013 og debuterede i 2015 med romanen Det nye hav (Forlaget Arena). Siden 2015 har han desuden anmeldt bøger på Dagbladet Information.
Bastkjær har udgivet tekster i tidsskrifterne Hvedekorn, Standart og Trappe Tusind, samt i antologierne FS 25 – Forfatterskolens 25 år jubilæumsskrift og Forfatterskolens afgangsantologi 2013.

## Udgivelser
- Det nye hav (Forlaget Arena 2015) – roman
- De andres geometri (Forlaget Arena 2018) – essaysamling